# Ferrera Erbognone
Ferrera Erbognone é uma comuna italiana da região da Lombardia, província de Pavia, com cerca de 1.147 habitantes. Estende-se por uma área de 19 km², tendo uma densidade populacional de 60 hab/km². Faz fronteira com Galliavola, Lomello, Mezzana Bigli, Ottobiano, Pieve del Cairo, Sannazzaro de' Burgondi, Scaldasole, Valeggio.

## Demografia
| Variação demográfica do município entre 1861 e 2011                               |
|                                                                                   |
| Fonte: Istituto Nazionale di Statistica (ISTAT) - Elaboração gráfica da Wikipedia |